# Episodi di Private Eyes (quinta stagione)
La quinta e ultima stagione della serie televisiva Private Eyes, composta da 8 episodi, è stata trasmessa in prima visione in Canada da Global dal 2 luglio al 26 agosto 2021.
In Italia la stagione è stata trasmessa in prima visione su Sky Investigation, canale della piattaforma Sky, dal 16 gennaio al 6 febbraio 2022.
In chiaro è stata trasmessa in Prima TV su Rai 4 dal 29 al 31 ottobre 2022.
| n° | Titolo originale        | Titolo italiano              | Prima TV Canada | Prima TV Italia |
| -- | ----------------------- | ---------------------------- | --------------- | --------------- |
| 1  | In the Arms of Morpheus | Nelle braccia di Morfeo      | 2 luglio 2021   | 16 gennaio 2022 |
| 2  | School's Out for Murder | Rimpatriata mortale          | 15 luglio 2021  | 16 gennaio 2022 |
| 3  | Dead Air                | Solo per amore               | 22 luglio 2021  | 23 gennaio 2022 |
| 4  | Gone in 60 Minutes      | Fuori in sessanta minuti     | 29 luglio 2021  | 23 gennaio 2022 |
| 5  | Murder They Wrote       | I signori in giallo          | 5 agosto 2021   | 30 gennaio 2022 |
| 6  | Angie Get Your Gun      | Angie prendi il fucile       | 12 agosto 2021  | 30 gennaio 2022 |
| 7  | Smart Home Alone        | Una casa troppo intelligente | 19 agosto 2021  | 6 febbraio 2022 |
| 8  | Queen's Gambit          | La regina dei misfatti       | 26 agosto 2021  | 6 febbraio 2022 |

## Nelle braccia di Morfeo
- Titolo originale: In the Arms of Morpheus
- Diretto da: Jason Priestley
- Scritto da: Alexandra Zarowny

## Rimpatriata mortale
- Titolo originale: School's Out for Murder
- Diretto da: Shawn Piller
- Scritto da: James Thorpe

## Solo per amore
- Titolo originale: Dead Air
- Diretto da: Katrina Saville
- Scritto da: Veronika Paz e Katrina Saville

## Fuori in sessanta minuti
- Titolo originale: Gone in 60 Minutes
- Diretto da: Shawn Piller
- Scritto da: Michelle Ricci

## I signori in giallo
- Titolo originale: Murder They Wrote
- Diretto da: Shawn Piller
- Scritto da: Sydney Rae Calvert

### Trama
Everett riceve un invito anonimo per il Convegno annuale degli scrittori di gialli e chiede a Shade di accompagnarla. Scoprirà che l'invito è stato inviato dal suo ex. Avranno un'indagine da seguire, in un gioco di ruoli ci sarà una vittima.

## Angie prendi il fucile
- Titolo originale: Angie Get Your Gun
- Diretto da: Katrina Saville
- Scritto da: Marcus Robinson

## Una casa troppo intelligente
- Titolo originale: Smart Home Alone
- Diretto da: Jason Priestley
- Scritto da: Caitlin D. Fryers e Alexandra Zarowny

## La regina dei misfatti
- Titolo originale: Queen's Gambit
- Diretto da: Shawn Piller
- Scritto da: Marcus Robinson e James Thorpe